# 썬텍
썬텍은 2002년 2월 케이티롤(주)로 설립했으며, 2006년 4월 기업부설연구소를 설립했다.
2010년 11월에 코스닥시장에 상장했으며, 2016년 5월 25일 사명을 케이티롤(주)에서 (주)썬텍으로 변경하고 2016년 6월 10일 본점 소재지를 화성에서 서울 영등포구 여의도동으로 이전 하였으며 대표이사는 최규선에서 안주열로 바뀌었고, 2018년 3월 안주열 대표 취임 .
주요사업은 열간압연기용 소모성 부품인 형강용, 봉강선재용, 철강용롤의 제조이다.
거래처는 포스코, 현대제철, 세아제강, 동국제강, 일본 철강사, 인도, 동남아시아등이며, 중형롤의 시장 점유률은 70%이다.

## 연혁
- 2002년 2월: 케이티롤 (주) 설립
- 2010년 11월: 코스닥 상장
- 2016년 5월: (주)썬텍(썬테크놀로지스)으로 상호 변경
- 2016년 6월: 본점소재지 이전(서울시 영등포구 여의도동)
- 2018년 3월 안주열대표 취임

## 썬텍

### 경영
창업주 민종기가 회사를 기업 사냥꾼 최규선에게 넘긴 후  어려움에 빠진 회사를  안주열이 인수 후 노조에 의해 공중분해 된 회사.